# Olasz drótszőrű vizsla
Az olasz drótszőrű vizsla vagy olasz griffon egy Észak-Olaszországból származó kutyafajta. A sűrű, szálkás szőrzete védi meg e viszonylag nagy kutyát a fagyos víztől. Jó nyomkövető kutya, és rendkívüli kitartásról tesz tanubizonyságot.

## Történet
Kialakulása az 1200-as évekre tehető. Több évszázados múltra visszatekintő fajta. Ősei feltehetőleg a griffonok fajtacsoportjába tartoztak. A mantuai hercegi palotában egy XV. századi freskón már látható a fajta egy korabeli ábrázolása. 

## Külleme
Marmagassága 61-66 centiméter, tömege 32-37 kilogramm. Négyzetes alakú, erőteljes állat. A legértelmesebb vadászkutyák közé tartozik. Szülőhazájában már hosszú ideje nagyon népszerű, és egyre ismertebb Európa más országaiban és az Egyesült Államokban is. Különösen jó a szimata, és szinte sértetlenül hozza el az elejtett vadat.

## Fajtajellemzők
Méret: 61–66 cm magas, 32–32 kg súlyú.
Élettartam: 12-13 év.
Azonosító jegyek: szőrzete durva, sűrű és szálkás. Fehér színezet, narancsszínű vagy barna foltokkal, vagy anélkül.
Jelleg: hűséges és könnyed.
Háziállatnak való alkalmazkodás: kiváló a viszonya a gyerekekkel, ragaszkodik az emberi társhoz és a családi élethez. Hűséges és bátor, jó házőrző ösztönökkel. Boldogul a kemény munkával, és rengeteg szabad mozgásra van szüksége.

## Képgaléria

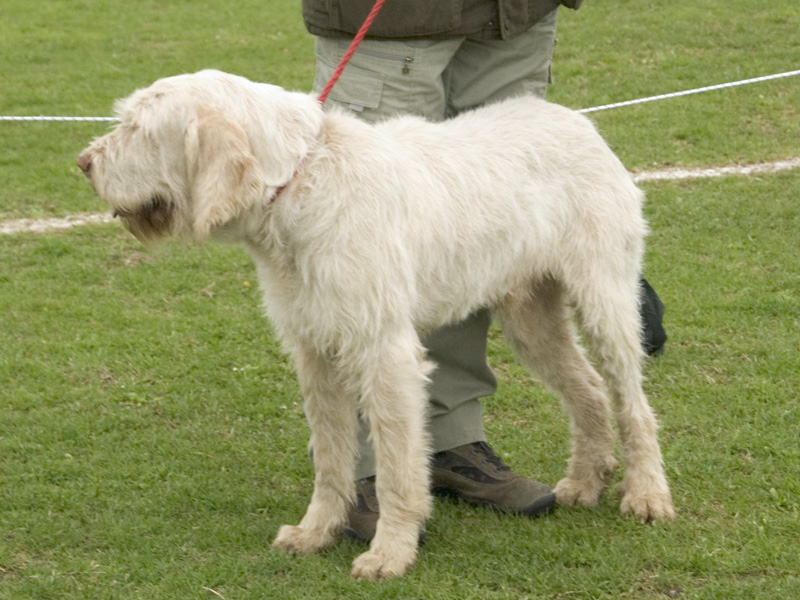
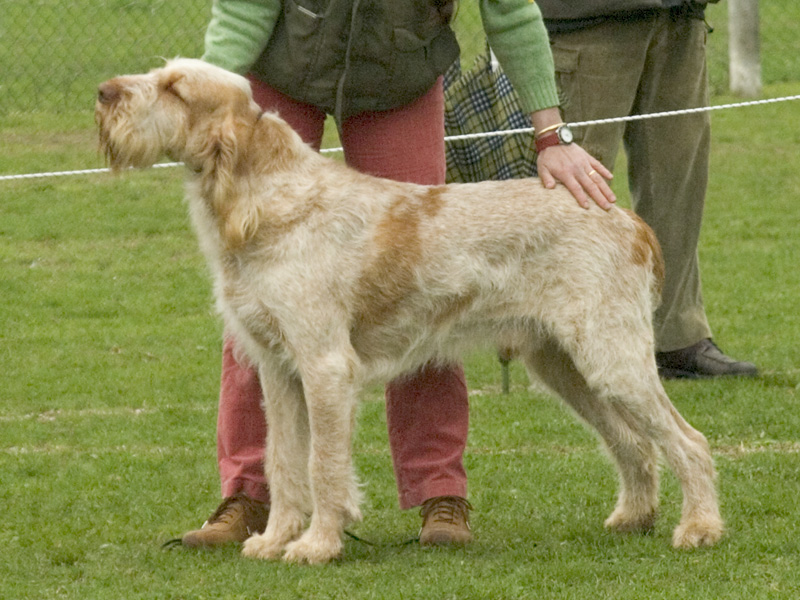
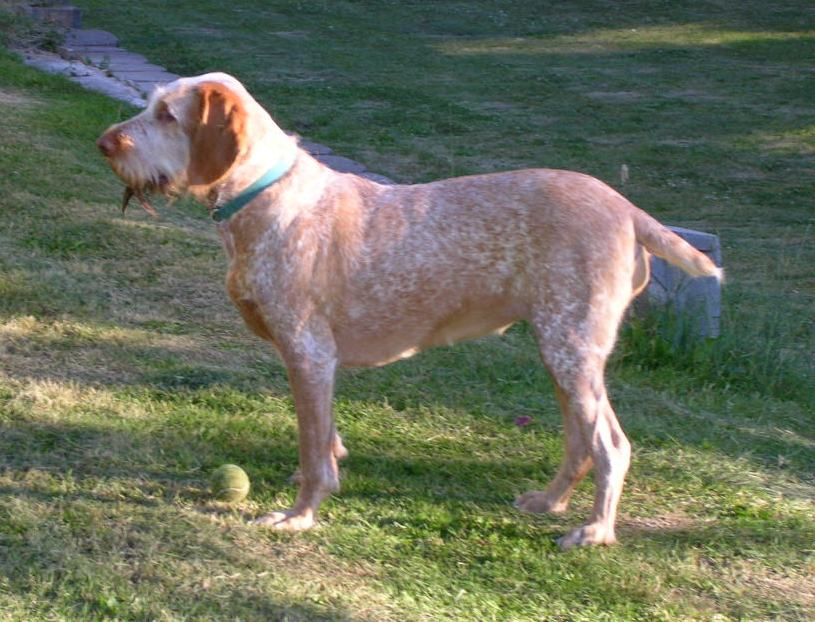
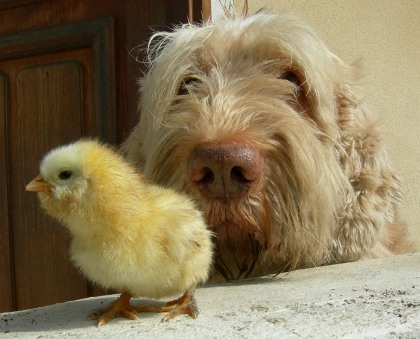
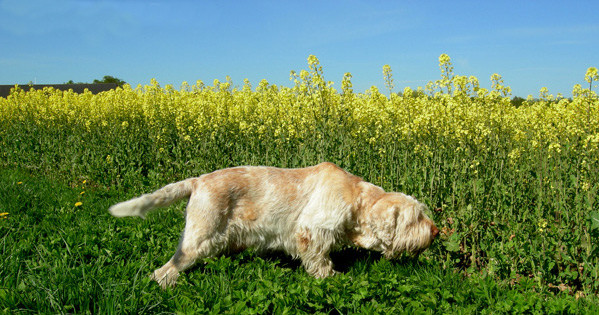